# Polystachya couloniana
Polystachya couloniana là một loài thực vật có hoa trong họ Lan. Loài này được Geerinck & Arbonn. miêu tả khoa học đầu tiên năm 1996.